# 品质
品質（英語：quality），可指物品的特征、品性、本质，也可指商品或服务的水准、品质。中國大陸也稱為質量，香港也稱為質素。
影响品质的要素包括：物品的可靠性、安全性，功能上是否完备，能否满足需求， 等等。

## 定義
品質的定義隨著時代在改變，許多人（或機構）也針對品質有其特別的定義。例如以下的這些定義：
1. ISO 9000：品質是壹組固有特性（在產品或服務中本身具有的特性）符合需求的程度[1]。
2. 六標準差（6σ）：百万次错误率（英语：Defects per million opportunities）爲3.4[2]。
3. 菲利浦·克勞士比：品質就是「符合需求」（Conformance to requirements）[3][4]。此處的需求並不一定完全反映了客戶的期待。克勞士比將此視為另一個獨立的問題。
4. 約瑟夫·朱蘭：品質就是「適合使用」（Fitness for use）[4]。而是否適合則交由客戶來定義。
5. 狩野紀昭將品質視為一個二維的系統，二維的座標分別為「當然的品質」（must-be quality）及「有魅力的品質」（attractive quality）[5]。前者類似前文提到的「適合使用」。後者則是客戶會喜歡，但並未預期或沒有想到的特質，也可以簡化為一句話：符合或超越客戶期待的產品及服務。
6. 羅伯特·梅納德·波西格：品質是「用心的結果」（The result of care）[6]
7. 審美：用於評論藝術類作品時，審美是用來判斷是否有內在的優點、價值或其他卓越性[7]